# Zwartvoetkrulzoom
Zwartvoetkrulzoom (Tapinella atrotomentosa) is een schimmel behorend tot de familie Tapinellaceae. Het is een saprofiet (leeft van dood plantenmateriaal) op naaldhout (voorkeur voor wortelhout). Hoewel hij lamellen heeft, is hij lid van de orde boletales met poriën.

## Kenmerken
Hoed
De hoed is schelpvormig en heeft een diameter van 8-20 cm met uitschieters tot 35 cm. Hij is fluweelviltig, okerbruin tot  olijf- of roodbruin. Verder is de hoed voorzien van een ingerolde rand.
Lamellen
De lamellen staan dicht bij elkaar. Bij de steel zijn de lamellen ietwat aflopend en aderig verbonden. Bij het uitoefenen van druk ontstaat er blauwkleuring.
Steel
De steel is 3-6 cm lang en 2-4 cm dik. De lengte is veel korter dan de hoeddiameter. Hij is fluwelig geelachtig en wordt bij druk bruin van kleur.
Geur en smaak
De paddenstoel smaakt bitter en heeft een zurige geur. Over het algemeen wordt de paddenstoel hierdoor als oneetbaar gekwalificeerd.
Sporen
De sporee is bruin en de sporenmaat is 5-6 × 3-4 µm en de vorm elliptisch.

## Verspreiding
De paddenstoel komt voor in Azië (Japan, Pakistan, China), Midden-Amerika, Europa en Noord-Amerika, Centraal-Amerika (Mexico, Costa Rica). 
In Centraal-Europa verschijnen de vruchtlichamen in de late zomer en herfst, de vruchtvorming eindigt begin oktober. Overlevende exemplaren zijn enkele weken later nog te vinden.
In Nederland komt de paddenstoel algemeen voor in naaldbossen op voedselarm zand. Hij staat op de rode lijst (2008) in de categorie kwetsbaar.

## Foto's

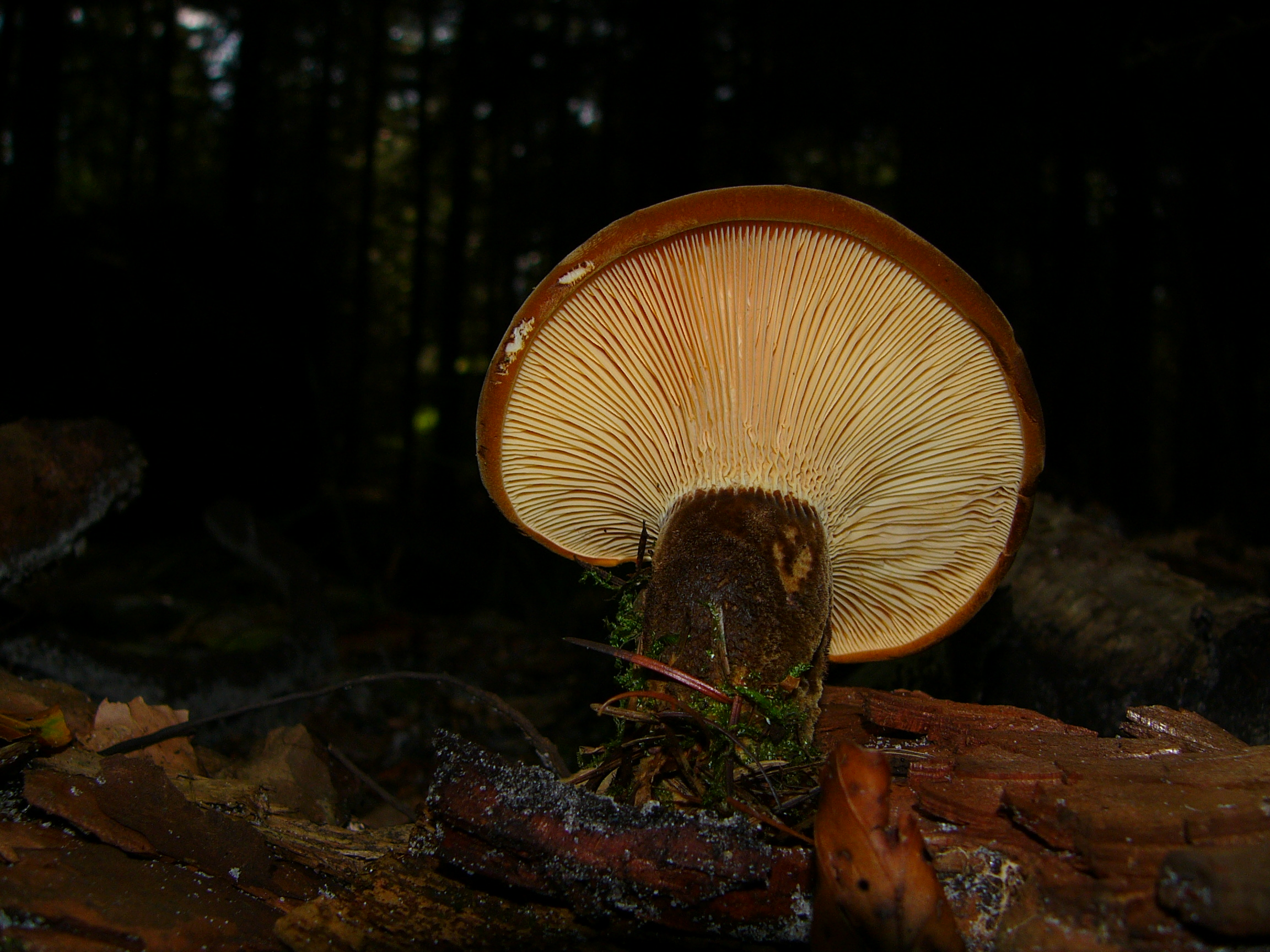
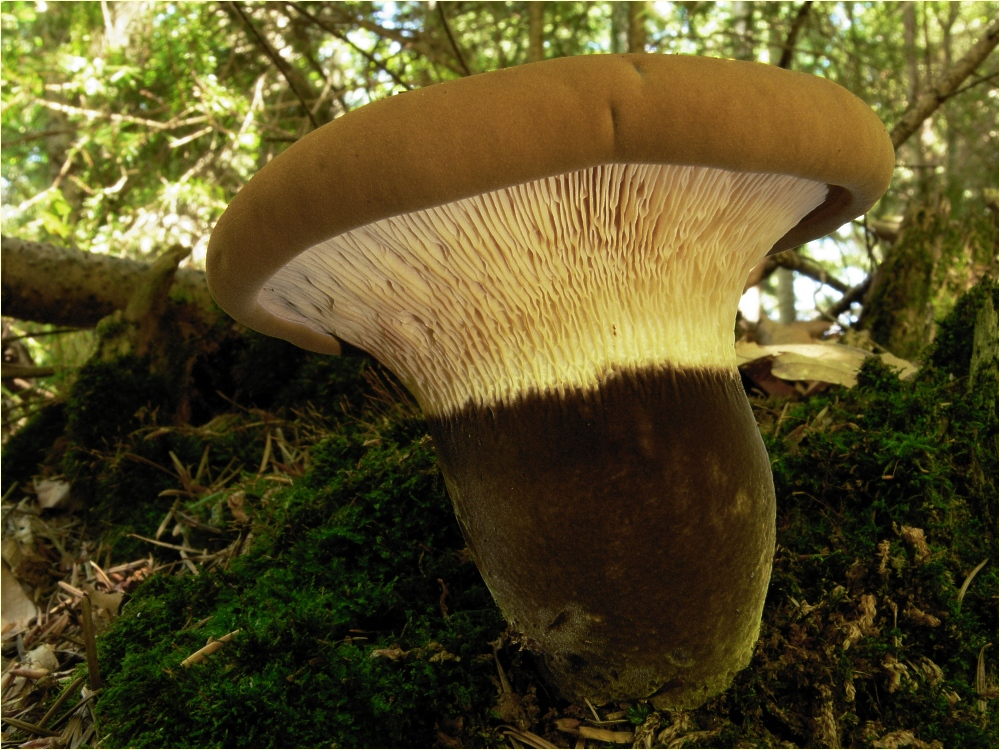
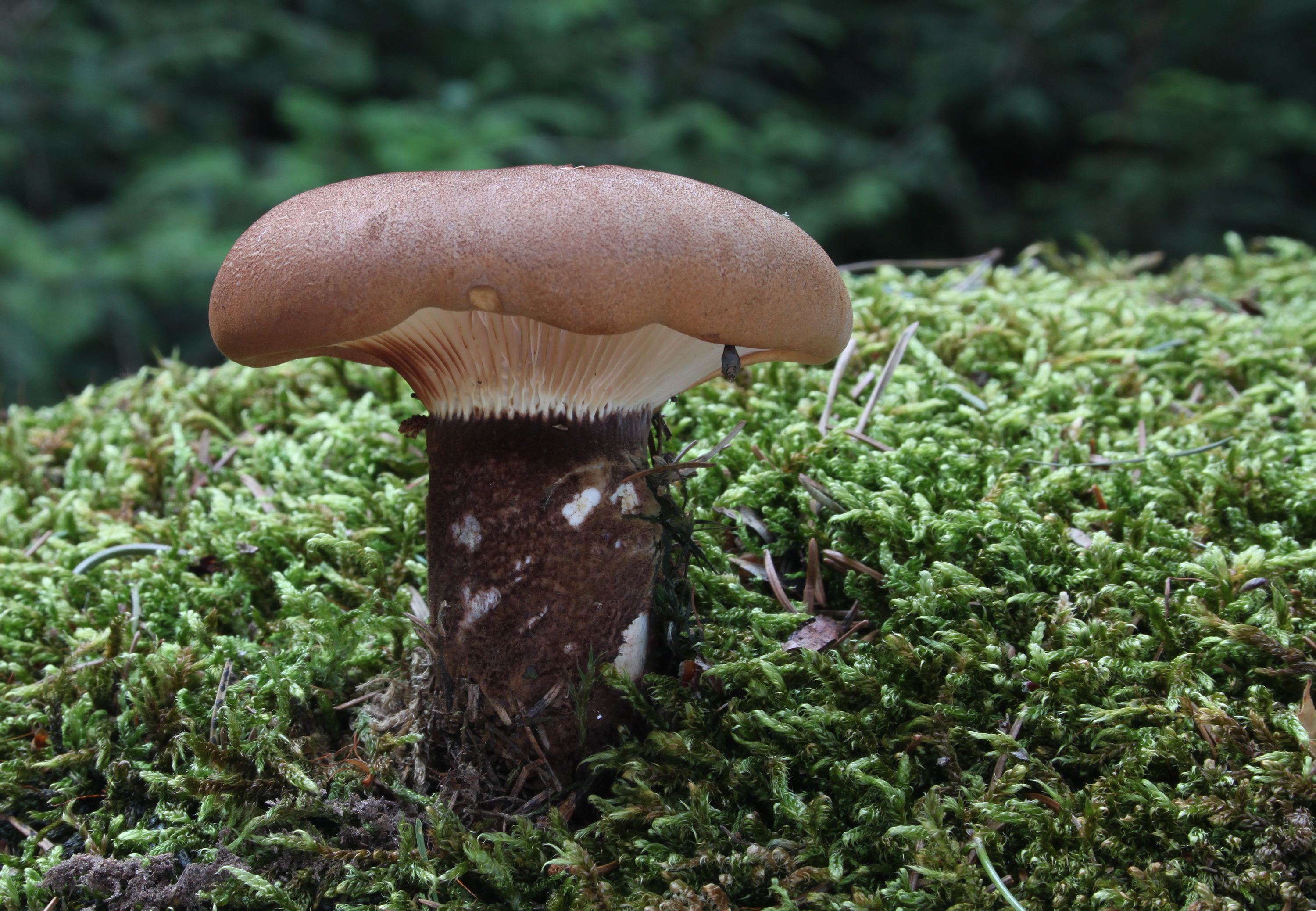